# Gollern
Gollern ist ein Ortsteil der Stadt Bad Bevensen im niedersächsischen Landkreis Uelzen.

## Geografie und Verkehrsanbindung
Gollern liegt östlich der Kernstadt Bad Bevensen. Die Landesstraße L 253 verläuft nördlich und die L 252 südlich. Westlich fließt der Elbe-Seitenkanal.

## Sehenswürdigkeiten

### Baudenkmale
In der Liste der Baudenkmale in Bad Bevensen sind für Gollern zwei Baudenkmale aufgeführt:
- Die Burgkapelle am südwestlichen Ortsrand Gollerns ist ein Backsteinbau im Stil der Romanik und Gotik. Die Kapelle blickt auf eine mindestens 800-jährige Geschichte zurück und diente ursprünglich vermutlich als Wehrkapelle.
- Hofschafstall (Gollern Nr. 2)